# Schwalmtal (Észak-Rajna-Vesztfália)
Schwalmtal település Németországban, azon belül Észak-Rajna-Vesztfália tartományban. Lakosainak száma 19 248 fő (2023. december 31.). Schwalmtal Brüggen, Niederkrüchten és Viersen községekkel határos.

## Népesség
A település népességének változása:
| Lakosok száma | 14 399 | 19 009 | 18 982 | 19 062 | 19 143 | 19 248 |
|               | 1975   | 2017   | 2019   | 2021   | 2022   | 2023   |